# Опытный (Забайкальский край)
О́пытный — запланированный, но так и не выделенный посёлок в Нерчинском районе Забайкальского края России. Входит в состав сельского поселения «Зареченское».

## География
Село находится в центральной части края, на юге района, по левобережью реки Нерчи.
Климат
Климат характеризуется как резко континентальный, с продолжительной холодной зимой. Средняя температура самого тёплого месяца (июля) составляет 18 — 20 °С (абсолютный максимум — 38 °С). Средняя температура самого холодного месяца (января) — −28 — −30 °С (абсолютный минимум — −54 °С). Годовое количество осадков — 300—350 мм. Продолжительность безморозного периода составляет 100—110 дней.

## История
Законом Забайкальского края от 25 декабря 2013 года было принято решение путём выделения из посёлка Заречный образовать новый населённый пункт (посёлок) с предполагаемым названием Опытный, при этом по состоянию на 2021 год он выделен так и не был.

## Инфраструктура
Средняя общеобразовательная школа и детсад находится в центре сельского поселения — посёлке Заречный.

## Транспорт
Автодорога регионального значения 76К-074 — подъезд к городу Нерчинск.

## Улицы
- Ул. Дорожная
- Ул. Нагорная
- Ул. Рабочая
- Ул. Сельская
- Ул. Школьная[4]